# Antoine Chrétien de Nicolaÿ
Antoine-Chrétien de Nicolaÿ est un maréchal de France, né le 12 novembre 1712 à Paris où il meurt le 10 mars 1777.
Il est chevalier puis comte de Nicolaÿ.

## Biographie
Antoine-Chrétien de Nicolaÿ est le fils cadet de Jean-Aimar de Nicolaÿ, marquis de Goussainville, premier président de la chambre des comptes, et sa seconde femme, Françoise-Elisabeth de Lamoignon. La famille de Nicolaÿ est originaire du Vivarais et a été anoblie en 1495.
Il entre dans le régiment de dragons de son frère aîné en 1729, puis succède à ce dernier en 1731 à son commandement. Pendant la guerre de Succession de Pologne, il sert avec son régiment dans l'armée d'Italie de 1733 à 1736. Il participe notamment aux sièges de Pizzighettone et de Milan, ainsi qu'aux batailles de Guastalla et de Parme. Il rentre en France en 1736.
Quand la guerre de Succession d'Autriche éclate à la fin de 1740, il est alors brigadier. Il se distingue dans l'armée du Rhin et, en 1744, il est élevé au grade de maréchal de camp. Il reçoit une blessure à la bataille de Lawfeld en 1747. L'année suivante, il est au siège de Maastricht, avec l'armée des Pays-Bas. Il devient lieutenant-général des armées au mois de décembre.
En 1756, il est gouverneur de Marseille. Il intègre l'armée d'Allemagne en 1757, commande un corps d'armée et sert successivement sous les ordres du prince de Soubise et du maréchal de Contades. Il est nommé gouverneur du Hainaut en 1760. En 1763, il se marie avec Marie-Hyacinthe Ralet de Chalet, veuve de Claude-Barthélémy de Bonnefond, receveur général des domaines et bois de Bretagne.
Il est fait maréchal de France le 24 mars 1775, le 240e de l'histoire de la monarchie. Le 20 avril 1775, il rédige son testament. Avec trois autres maréchaux, il est sélectionné pour porter les honneurs au sacre de Louis XVI, à Reims, le 11 juin 1775. Il meurt au mois de mars 1777, sans postérité.